# Aureolina

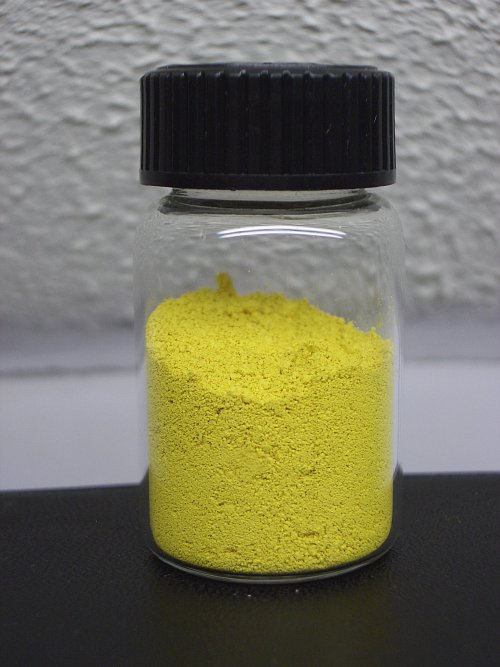
Pigmento amarillo de cobalto auténtico: hexanitritocobaltato de potasio (III) monohidrato (PY 40)

La aureolina, también llamada amarillo de cobalto, es un pigmento utilizado en la pintura al óleo y acuarela. Es un nitrato complejo de cobalto y potasio hidratado, de fórmula química K3[Co(NO2)6] · H2O. Es tóxico.

## Denominación en elÍndice internacional del color
- Pigment Yellow 40, PY 40
- CI 77357[2]

## Historia y usos
La aureolina fue descubierta por N.W. Fischer en 1848, en Breslavia, Polonia. Fue introducida como pigmento de pinturas artísticas por la firma parisina Saint–Evre, en 1852, y se encuentra en uso desde entonces. Dado que al mezclarse con aglutinantes oleosos el amarillo de cobalto se vuelve poco cubriente, sus aplicaciones principales han sido la pintura de veladuras y la pintura a la acuarela.
Se trata de un pigmento estable ante la mezcla con pigmentos inorgánicos, pero no tanto ante los orgánicos. Además, es afectado por ácidos y por álcalis, y con respecto a su estabilidad ante la luz y el aire hay opiniones divergentes; algunos autores creen que estos factores dependen de su contenido de agua.
Actualmente la aureolina suele sustituirse por pigmentos más estables, si bien aún se usa. Las muestras de color bajo estas líneas corresponden a los pigmentos que se comercializan tradicionalmente como «amarillo de cobalto», que presentan coloraciones amarillas a amarillo anaranjadas, semioscuras a claras y de saturación moderada. La variante «aclarada» representa la pintura aclarada con blanco.
|            | Aureolina         | Aureolina aclarada |
| HTML       | #D7B615           | #FFE966            |
| CMYK       | (20, 25, 100, 0)  | (0, 5, 70, 0)      |
| RGB        | (215, 182, 21)    | (255, 233, 102)    |
| HSV        | (50°, 90 %, 84 %) | (51°, 60 %, 100 %) |
| Referencia | [ 5 ]             | [ 5 ]              |

Otros ejemplos de aureolina o amarillo cobalto:
| Nombre                     | Muestra | Cod. Hex. | RGB | RGB | RGB | HSV | HSV | HSV  |
| -------------------------- | ------- | --------- | --- | --- | --- | --- | --- | ---- |
| Amarillo de cobalto (óleo) |         | #FFBF08   | 255 | 191 | 8   | 44° | 97% | 100% |
| Aureolina (acuarela)       |         | #FFE21E   | 255 | 226 | 30  | 52° | 88% | 100% |